# Сторожів
Сто́рожів — село у Корецькій громаді Рівненського району Рівненської області; колишній центр Сторожівської сільської ради. Населення — 698 осіб; перша згадка — 1629 рік. У селі є загальноосвітня школа І–ІІ ступенів, клуб, публічно-шкільна бібліотека, фельдшерсько-акушерський пункт, Свято-Михайлівська церква.

## Географія
Село розташоване на лівому березі річки Корчик.

## Історія
На північ від села на березі Корчика є 5 курганів і на захід від урочища Запуст — 50 курганів.
- 1845 р. — діяла суконна фабрика.
- 1867 р. — відкрилася церковноприходська школа.
- 1920—1939 роки — Сторожів було прикордонним селом.

Як і кожен населений пункт, Сторожів має декілька версій щодо своєї назви. Дехто вважає, що першими тут поселилися сторожі, які мали охороняти панські ставки. Друга версія така: назва пов'язана зі сторожовими заставами, оскільки через Корчик систематично проходив кордон.
Дозволимо собі висловити ще й третю версію. З 1482 року почалися щорічні напади татар на наші землі. Татари спустошували Україну, знищували всі здобутки цивілізації за 200 років. Це була безпощадна руйнівна сила. У 1496 році вони повністю спалили Корець і знищили всіх жителів «от млада до велика». Тому по всій території були поставлені високі сторожові вежі, які вогнем і дзвонами повідомляли про наближення татар. Можливо, назва села пов'язана саме з якоюсь важливою для навколишніх поселень сторожовою баштою, яка давала сигнал через Новоселицю, Слобідку до Устя, чи до Городниці, чи до Майдану. Село Устя на 100 років старіше за Сторожів, там був головний панський фільварок, панський маєток, а Сторожів у 1629 році вважався присілком до села Устя.
У 1906 році село Городницької волості Новоград-Волинського повіту Волинської губернії. Відстань від повітового міста 33 верст, від волості 8. Дворів 124, мешканців 776.

## Події
18 липня 1945 року в бою з військами НКВД загинув полковник УПА Іван Трейко.